# Monti Sulaiman
I monti Sulaiman sono un massiccio montuoso del Pakistan centrale che si estende per circa 450 km in direzione nord-sud dal passo Gumal fino a una località poco a nord di Jacobabad, separando il Khyber Pakhtunkhwa e il Punjab dal Belucistan. 
La loro altitudine decresce gradualmente verso sud, con vette alte in media 1800–2100 m; culminano con i picchi gemelli (distanti 48 km dal passo Gumal) del cosiddetto Takht-i-Sulaiman, o Trono di Salomone, che una leggenda correla con una visita di Salomone all'Indostan; il più elevato dei due, 3374 m, ospita uno ziyārat (santuario) visitato ogni anno da molti pellegrini. 
Il versante orientale della catena scende precipitosamente verso l'Indo, mentre quello occidentale degrada più dolcemente. Ginepri e pini sono frequenti nel nord e olivi nel centro, mentre nel sud la vegetazione è scarsa. I principali passi nel nord sono il Ghat, lo Zao, il Chuhar Khel Dhana e il Sakhi Sarwar. Nel sud, a ovest di Dera Ghazi Khan, è situata la hill station di Fort Munro (1970 m s.l.m.).